# Korinnis gracilis
Korinnis gracilis is een insect uit de orde Phasmatodea en de  familie Prisopodidae. De wetenschappelijke naam van deze soort is voor het eerst geldig gepubliceerd in 2008 door Marco Gottardo. De soort werd gevonden op het eiland Mindanao (Filipijnen).